# Go Group
AS Go Group ist ein 2005 gegründetes estnisches Unternehmen, das hauptsächlich in der Transportbranche tätig ist. Weitere Geschäftsfelder sind Tankstellen und Tourismus. Die Unternehmen der Go Group beschäftigen mehr als 800 Mitarbeiter.
Der Firmensitz der Gruppe und der meisten Tochterunternehmen ist Tallinn in Bahnhofsnähe. Die Unternehmensgruppe gehört den estnischen Geschäftsmännern Tiit Pruuli und Marcel Vichmann.
Zur Gruppe gehören:
- Go Bus (Busverkehr an vier Standorten)
- Go Travel (Reisebüro)
- Go Rail (Eisenbahnverkehrsunternehmen)
- Go Property (Immobilienverwaltung der Go Group)
- Go Craft (Bau und Instandhaltung von Nutz-, Militär- und Schienenfahrzeugen)
- Go Oil (Tankstelle und Mineralölhandel in Tartu)
- Go Autokool (aus Go Bus ausgegliederte Fahrschule)
- Go Forward (Spedition)
- Go Hotel Shnelli
- Go Track (Bahnbau)
- Go Wire (Elektroinstallateur)
- Edelaraudtee AS (Eisenbahn-Infrastrukturunternehmen)[2]

## Eisenbahnverkehr

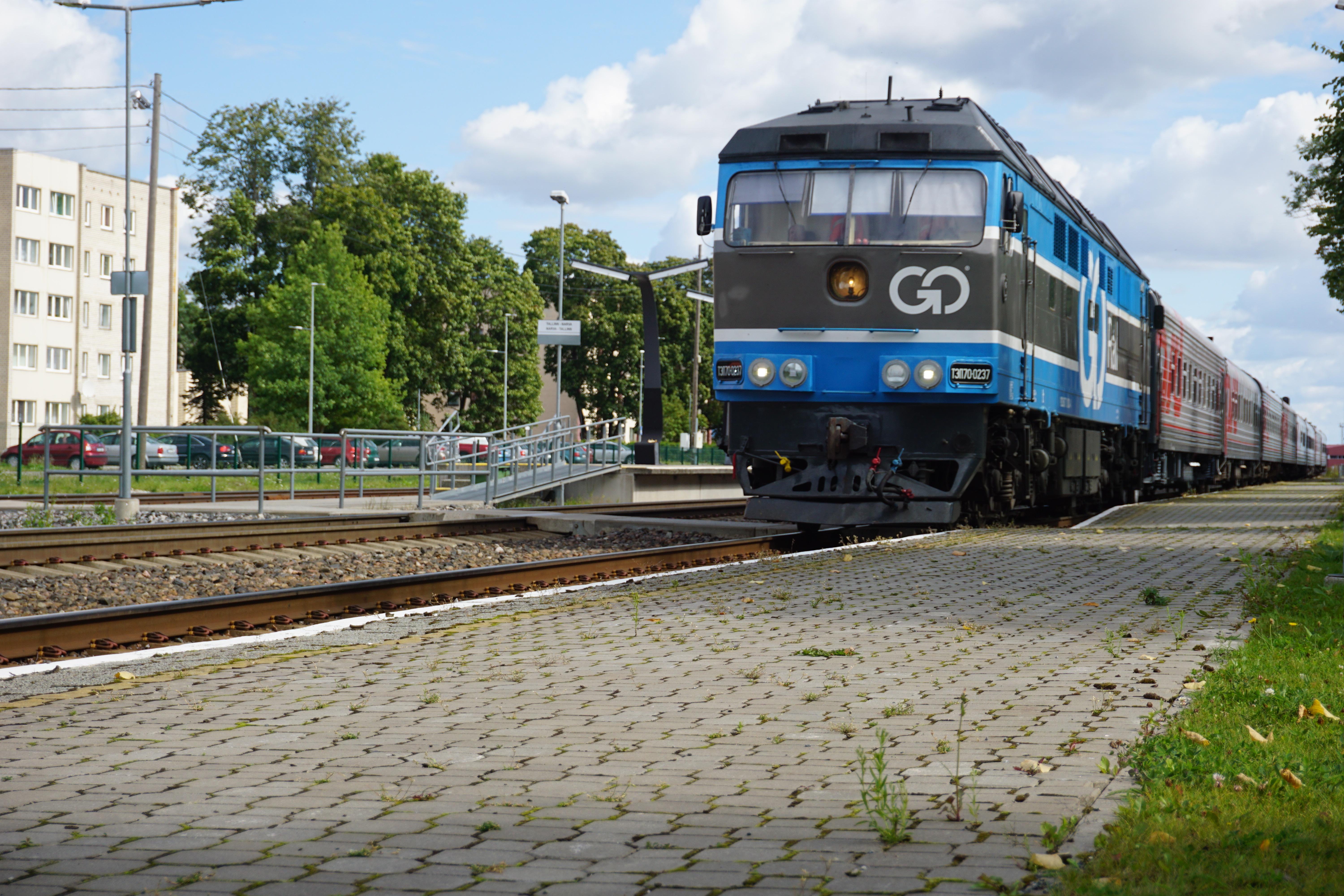
Reisezug nach Moskau mit 160 km/h schneller Lok TEP-70

Das Eisenbahnverkehrsunternehmen AS Go Rail ging 2005 aus EVR Ekspress hervor.
Der Schienenpersonenfernverkehr Tallinn – Moskau ruht seit März 2020. Im Schienengüterverkehr bietet Go Rail inländische und internationale Transporte an. Hinzu kommt die Reparatur von Schienenfahrzeugen im unternehmenseigenen Instandhaltungswerk in Maardu.
Go Rail nutzt Lokomotiven der Baureihen TGM-23B, ČME-3, TEP-70, TEM-7, 2TE116 und TEM-18.
Das Eisenbahninfrastrukturunternehmen Edelaraudtee AS betreibt die Eisenbahnstrecken von Tallinn nach Pärnu, von Lelle nach Viljandi und von Liiva nach Ülemiste.